# Polyspatha
Polyspatha es un género de plantas con flores  de la familia Commelinaceae.  Comprende 4 especies descritas y de estas, solo 2 aceptadas.

## Taxonomía
El género fue descrito por George Bentham y publicado en Niger Flora 543. 1849. La especie tipo es: Polyspatha paniculata Benth.

## Especies aceptadas
A continuación se brinda un listado de las especies del género Polyspatha aceptadas hasta noviembre de 2013, ordenadas alfabéticamente. Para cada una se indica el nombre binomial seguido del autor, abreviado según las convenciones y usos.
- Polyspatha hirsuta Mildbr.
- Polyspatha paniculata Benth.